# Championnats du monde d'Ironman 1993
Navigation
Édition précédente Édition suivante
Les championnats du monde d'Ironman 1993 se déroule le 30 octobre 1993 à Kailua-Kona  dans l'État d'Hawaï. Ils sont organisés par la World Triathlon Corporation.

## Résultats du championnat du monde

### Hommes
| Pos.     | Temps           | Nom               | Pays       | Détail temps | Détail temps | Détail temps    | Détail temps | Détail temps    |
| Pos.     | Temps           | Nom               | Pays       | Natation     | T1           | Cyclisme        | T2           | Course à pied   |
| -------- | --------------- | ----------------- | ---------- | ------------ | ------------ | --------------- | ------------ | --------------- |
|          | 8 h 07 min 45 s | Mark Allen        | États-Unis | 50 min 40 s  | 0 min 00 s   | 4 h 29 min 00 s | 0 min 00 s   | 2 h 48 min 05 s |
|          | 8 h 14 min 27 s | Pauli Kiuru       | Finlande   | 51 min 05 s  | 0 min 00 s   | 4 h 28 min 06 s | 0 min 00 s   | 2 h 55 min 16 s |
|          | 8 h 20 min 13 s | Wolfgang Dittrich | Allemagne  | 48 min 30 s  | 0 min 00 s   | 4 h 30 min 29 s | 0 min 00 s   | 3 h 01 min 14 s |
| 4        | 8 h 24 min 01 s | Ken Glah          | États-Unis | 50 min 41 s  | 0 min 00 s   | 4 h 33 min 54 s | 0 min 00 s   | 2 h 59 min 26 s |
| 5        | 8 h 26 min 18 s | Jürgen Zäck       | Allemagne  | 51 min 52 s  | 0 min 00 s   | 4 h 27 min 42 s | 0 min 00 s   | 3 h 06 min 44 s |
| 6        | 8 h 27 min 47 s | Paul Huddle       | États-Unis | 53 min 32 s  | 0 min 00 s   | 4 h 39 min 39 s | 0 min 00 s   | 2 h 54 min 36 s |
| 7        | 8 h 28 min 49 s | Bruce Thomas      | Australie  | 50 min 29 s  | 0 min 00 s   | 4 h 38 min 15 s | 0 min 00 s   | 3 h 00 min 05 s |
| 8        | 8 h 32 min 51 s | Holger Lorenz     | Allemagne  | 51 min 47 s  | 0 min 00 s   | 4 h 35 min 29 s | 0 min 00 s   | 3 h 05 min 35 s |
| 9        | 8 h 33 min 18 s | Jeff Devlin       | États-Unis | 53 min 40 s  | 0 min 00 s   | 4 h 44 min 20 s | 0 min 00 s   | 2 h 55 min 18 s |
| 10       | 8 h 34 min 08 s | Olaf Sabatschus   | Allemagne  | 57 min 05 s  | 0 min 00 s   | 4 h 40 min 08 s | 0 min 00 s   | 2 h 56 min 55 s |
| Source : |                 |                   |            |              |              |                 |              |                 |

### Femmes
| Pos.     | Temps           | Nom                | Pays             | Détail temps    | Détail temps | Détail temps    | Détail temps | Détail temps    |
| Pos.     | Temps           | Nom                | Pays             | Natation        | T1           | Cyclisme        | T2           | Course à pied   |
| -------- | --------------- | ------------------ | ---------------- | --------------- | ------------ | --------------- | ------------ | --------------- |
|          | 8 h 58 min 23 s | Paula Newby-Fraser | États-Unis       | 53 min 29 s     | 0 min 00 s   | 4 h 48 min 30 s | 0 min 00 s   | 3 h 16 min 24 s |
|          | 9 h 08 min 04 s | Erin Baker         | Nouvelle-Zélande | 58 min 36 s     | 0 min 00 s   | 4 h 50 min 16 s | 0 min 00 s   | 3 h 19 min 12 s |
|          | 9 h 20 min 40 s | Susan Latshaw      | États-Unis       | 56 min 05 s     | 0 min 00 s   | 4 h 57 min 49 s | 0 min 00 s   | 3 h 26 min 46 s |
| 4        | 9 h 21 min 12 s | Karen Smyers       | États-Unis       | 53 min 34 s     | 0 min 00 s   | 5 h 06 min 25 s | 0 min 00 s   | 3 h 21 min 13 s |
| 5        | 9 h 23 min 08 s | Wendy Ingraham     | États-Unis       | 51 min 06 s     | 0 min 00 s   | 5 h 00 min 32 s | 0 min 00 s   | 3 h 31 min 30 s |
| 6        | 9 h 31 min 46 s | Heather Fuhr       | Canada           | 59 min 20 s     | 0 min 00 s   | 5 h 19 min 09 s | 0 min 00 s   | 3 h 13 min 17 s |
| 7        | 9 h 33 min 28 s | Fernanda Keller    | Brésil           | 59 min 41 s     | 0 min 00 s   | 5 h 11 min 01 s | 0 min 00 s   | 3 h 22 min 46 s |
| 8        | 9 h 34 min 15 s | Terry Schneider    | États-Unis       | 1 h 00 min 05 s | 0 min 00 s   | 5 h 13 min 39 s | 0 min 00 s   | 3 h 20 min 31 s |
| 9        | 9 h 36 min 52 s | Julie-Anne White   | Canada           | 1 h 02 min 30 s | 0 min 00 s   | 5 h 10 min 44 s | 0 min 00 s   | 3 h 23 min 38 s |
| 10       | 9 h 38 min 39 s | Katinka Wiltenburg | Pays-Bas         | 1 h 04 min 56 s | 0 min 00 s   | 5 h 03 min 46 s | 0 min 00 s   | 3 h 29 min 57 s |
| Source : |                 |                    |                  |                 |              |                 |              |                 |